# Бели-Осым (село)
Бели-Осым (болг. Бели Осъм) — село в Болгарии. Находится в Ловечской области, входит в общину Троян. Население составляет 669 человек.

## Политическая ситуация
В местном кметстве Бели Осъм, в состав которого входит Бели-Осым, должность кмета (старосты) исполняет Иван Бочев Драголов (Граждане за европейское развитие Болгарии (ГЕРБ)) по результатам выборов.
Кмет (мэр) общины Троян — Минко Цочев Акимов (Граждане за европейское развитие Болгарии (ГЕРБ)) по результатам выборов.